# Orden al Mérito y Gestión
La Orden al Mérito y Gestión (persa: نشان لياقت و مديريت) es una condecoración de la República Islámica de Irán. Es otorgada por el presidente de la República Islámica de Irán a aquellas personas que hayan servido al Estado con sus acciones y a aquellas personas que se hayan distinguido en el ámbito de la gestión del Estado, mayoritariamente, funcionarios públicos. 
Hay pocas imágenes e información acerca de las condecoraciones de la República Islámica, aunque se sabe que el sistema de honores contemporáneo de Irán surgió a partir de los años 1990. 
Por los colores de la banda, puede considerarse, al igual que la Orden de la Independencia (República Islámica de Irán) como heredera de la Orden de Homayoun, también otorgada por méritos generales civiles y a funcionarios públicos, en la época de la Dinastía Pahlaví. 